# Copris arizonensis
Copris arizonensis är en skalbaggsart som beskrevs av Schaeffer 1906. Copris arizonensis ingår i släktet Copris och familjen bladhorningar. Inga underarter finns listade i Catalogue of Life.